# جون إي. مور
جون إي. مور (بالإنجليزية: John E. Moore)‏ هو سياسي أمريكي، ولد في 13 يوليو 1943 في تشارلستون في الولايات المتحدة. حزبياً، نشط في الحزب الديمقراطي والحزب الجمهوري. وقد انتخب نائب حاكم كانساس ‏.